# Pieśń o kole rycerskim
"Pieśń o kole rycerskim" (inc. "Piękne jest koło rycerskie, komu dał Bóg serce męskie,...") – polska pieśń rycerska (żołnierska) - jedna z najstarszych pieśni wojskowych prawdopodobnie z XVI w., odnaleziona przez Tadeusza Ujazdowskiego w bibliotece pojezuickiej w Cieszynie, wpisana na okładce książki wydanej w 1584, po raz pierwszy opublikowana w Pamiętniku Sandomierskim t. II, 1830, s. 109.
Nagrania:
- Jacek Kowalski wraz z zespołem muzyki dawnej "Klub Świętego Ludwika" wykonanie z 2006 r. na CD załączonej do "Niezbędnik Sarmaty", melodia według wariantu "Pieśni o żołnierzu tułaczu" zanotowanej na Kujawach.
- zespół "Odpust Zupełny", melodia stylizowana na średniowieczną, 2007

## Tekst
Piękne iest koło rycerskie,

Komu dał Bog serce męskie,

Hetman Woysko kołem toczy

Nieprzyiacielowi w oczy.

Wozy Łańcuchmi spinają,

Bo się trwogi spodziewają.

A gdy już się potkać mieli,

Jezu Chrysta zawołali:

„Jezu Chryste Nazarański!

Weyrzy na lud chrześcijański”.

W żarskim biegu drzewce kruszą,

Nie ieden się żegna z duszą.

Jednemu się mienią oczy,

A z drugiego krew się toczy.

Trzeci woła, by dobito,

Albo Szablą łep(sic!) ucięto.

A ci, co w mogiłach leżą,

Do pewnego kresu bieżą.

Trzeba Żołnierza szanować,

Chleba, soli nieżałować.

Chociasz(sic!) Żołnierz nie vbrany,

Przecie vydzie między pany.

Suknia na nim nie blakuie,

Dziurami wiatr wylatuie.

Chustka czarna iest za pasem,

Ale y tey pusto czasem.

Zapłać że mu, Jezu, z nieba,

Boć go iest pilna potrzeba.